# بول فينش
بول فينش (بالإنجليزية: Bull Finch)‏ هو لاعب كرة قدم أمريكية أمريكي، ولد في 1 مارس 1893 في نورث لوب في الولايات المتحدة، وتوفي في 9 مارس 1956 في لوس أنجلوس في الولايات المتحدة.

## وصلات خارجية
- بول فينش على موقع مرجع كرة القدم المحترفة.كوم (الإنجليزية)